# Associazione Calcio Treviso 1956-1957
Questa voce raccoglie le informazioni riguardanti l'Associazione Calcio Treviso nelle competizioni ufficiali della stagione 1956-1957.

## Rosa
| N. |                   | Ruolo | Calciatore          |
| -- | ----------------- | ----- | ------------------- |
|    | Italia (bandiera) | P     | Mario Barluzzi      |
|    | Italia (bandiera) | D     | Elio Binda          |
|    | Italia (bandiera) | A     | Mario Bresolin      |
|    | Italia (bandiera) | C     | Luigi Caldana       |
|    | Italia (bandiera) | D     | Cristiano Cervato   |
|    | Italia (bandiera) | C     | Giovanni Dal Pozzo  |
|    | Italia (bandiera) | A     | Giuseppe Dozzo      |
|    | Italia (bandiera) | C     | Aldo Fornasarig     |
|    | Italia (bandiera) | C     | Vittorino Mantovani |
|    | Italia (bandiera) | A     | Nereo Manzardo      |

| N. |                   | Ruolo | Calciatore         |  |
| -- | ----------------- | ----- | ------------------ |  |
|    | Italia (bandiera) | C     | Erminio Marussi    |  |
|    | Italia (bandiera) | C     | Angelo Miglioranza |  |
|    | Italia (bandiera) | P     | Silvano Moretto    |  |
|    | Italia (bandiera) | C     | Francesco Palma    |  |
|    | Italia (bandiera) | A     | Giuseppe Persi     |  |
|    | Italia (bandiera) | A     | Sergio Sega        |  |
|    | Italia (bandiera) | C     | Gino Spangaro      |  |
|    | Italia (bandiera) | A     | Giovanni Sperotto  |  |
|    | Italia (bandiera) | A     | Narciso Taffarello |  |